# Chad Cromwell
Chad Cromwell (ur. 14 czerwca 1957 w Paducah, Kentucky) – amerykański perkusista. Popularny muzyk studyjny, współpracował między innymi z artystami takimi jak Neil Young, Willie Nelson, Jackson Browne, Boz Scaggs, Wynonna, Bonnie Raitt, Peter Frampton. Członek zespołu The 96'ers towarzyszącego Markowi Knopflerowi w jego solowej karierze po zawieszeniu działalności przez Dire Straits.

## Życiorys
Cromwell urodził się 14 czerwca 1957 roku w Paducah w stanie Kentucky. Gdy miał trzy lata, w 1960 roku, przeprowadził się z rodzicami i rodzeństwem do Memphis w stanie Tennessee. W 1970 roku przeniósł się do Nashville w Tennessee, gdzie spędził resztę swojego dzieciństwa. Grę na perkusji rozpoczął w wieku ośmiu lat, grając w słuchawkach do płyt w pokoju na piętrze w domu rodziców. W wieku dwunastu lat grał już w zespołach garażowych w swojej okolicy.